# Susan Cain
Susan Horowitz Cain (født 1968) er en amerikansk forfatter og foredragsholder. Hun er kendt for bogen Ro - styrken ved at være introvert i en højtråbende verden (engelsk: Quiet: The Power of Introverts in a World That Can't Stop Talking fra 2012, hvori hun argumenterer for at moderne vestlig kultur misforstår og undervurderer egenskaber og kapaciteter hos introverte mennesker. I 2015 var Cain medstifter af Quiet Revolution, en missionsdrevet virksomhed med initiativer indenfor områderne børn (opdragelse og undervisning), livsstil og arbejdsplads. Cains opfølgende bog, Quiet Power: The Secret Strengths of Introverts, udkom i 2016 og fokuserede på introverte børn og teenagere og deres undervisere og forældre. 

## Udvalgte værker
- "Quiet: The Power of Introverts / How to thrive in a world that can't stop talking"Psychology Today, (WebCite-arkiver for ,  og Arkiveret 29. november 2022 hos  Wayback Machine side i listen, der har henvisninger tilen blogserie på 73 opslag, dateret fra 7. marts til 23. december 2011).
- "The Rise of the New Groupthink"( Arkiveret 4. marts 2012 hos  Wayback Machine), Opinion-sektion i The New York Times, 13. januar 2012; trykt 15. januar 2012.
- "Don’t Call Introverted Children ‘Shy’ "( Arkiveret 14. marts 2012 hos  Wayback Machine), Time Psychology-sektion, 26. januar 2012.
- "Secrets of a Super Successful Introvert: How to (Quietly) Get Your Way"( Arkiveret 20. maj 2013 hos  Wayback Machine), O: The Oprah Magazine, februar 2012.
- "Why the world needs introverts" (WebCite archive), The Guardian, 13. marts 2012.
- "Introverts run the world – quietly"( Arkiveret 20. marts 2012 hos  Wayback Machine), CNN.com, 18. marts 2012.
- Essay: "An Introvert Steps Out"(WebCite-arkiver af sides  og Arkiveret 21. juni 2022 hos  Wayback Machine), "Sunday Book Review"-sektion i The New York Times, udgivet online 27. april 2012. Versionen blev trykt på side BR27 af "Sunday Book Review" 29. april 2012.